# Sant Agustí de Dossorons
Sant Agustí de Dossorons és una antiga ermita del terme comunal de Codalet, a la comarca del Conflent, de la Catalunya del Nord.
Les seves restes són situades a prop al nord de l'ermita de Sant Joan de Dossorons, al Pla de Cirac. L'any 1976 encara fou fotografiada sencera per Josep M. Gavín, però en el moment actual només en queden alguns vestigis.